# 1966 في إسبانيا
فيما يلي قوائم الأحداث التي وقعت خلال عام 1966 في إسبانيا.

## أحداث
- 17 يناير – حادثة بالوماريس

## رياضة
- 1 يناير – كأس جوان غامبر

## أفلام
من الأفلام التي صدرت هذه السنة في إسبانيا:
- 23 ديسمبر – الطيب والشرس والقبيح من إخراج سرجيو ليون.

## مواليد

### يناير
- 1 يناير – فيرناندو ليون بويسير متسابق يخت إسباني.
- 1 يناير – ماريا بلون طبيبة إسبانية.
- 5 يناير – أدولفو ألدانا لاعب كرة قدم إسباني.
- 19 يناير – مارك مارتينيز ممثل إسباني.

### فبراير
- 5 فبراير – خوسي ماريا أولزابال لاعب غولف إسباني.

### مارس
- 11 مارس – بياتريث فيرير سالات

### أبريل
- 8 أبريل – ميلتشور ماوري درّاج طريق إسباني.
- 14 أبريل – خواكين رويز لورينتي لاعب كرة سلة إسباني.

### مايو
- 4 مايو – خوسيه بيريز لاعب كرة قدم.

### يونيو
- 7 يونيو – لورينثو سيلبا كاتب إسباني.
- 8 يونيو – إدواردو رودريغيز لاعب كرة قدم إسباني.
- 9 يونيو – أمايا أجارتامنديا لاعبة كرة يد إسبانية.
- 13 يونيو – كريستينا دي بوربون متسابقة يخت إسبانية.
- 18 يونيو – أنطونيو مارتين إسبينا لاعب كرة سلة إسباني.
- 21 يونيو – لوكاس ألكاراز مدرب كرة قدم إسباني.

### يوليو
- 3 يوليو – دانييل بلاثا مونتيرو
- 28 يوليو – ميغيل أنخل نادال لاعب كرة قدم إسباني.
- 29 يوليو – خوان أنطونيو أورينجا

### أغسطس
- 6 أغسطس – فرانسيسكو فيلارويا لاعب كرة قدم إسباني.
- 28 أغسطس – جولين لوبتيغوي لاعب كرة قدم إسباني.

### سبتمبر
- 2 سبتمبر – رافائيل جوفريسا لاعب كرة سلة إسباني.
- 6 سبتمبر – خوردي تورول سياسي إسباني.

### أكتوبر
- 14 أكتوبر – مانويل غونزاليس
- 26 أكتوبر – إلينا بينيتيز موراليس لاعبة تايكوندو إسبانية.

### نوفمبر
- 5 نوفمبر – محمد علي عمار لاعب كرة قدم إسباني.

## وفيات

### فبراير
- 9 فبراير – إغناثيو إدالغو دي ثيسنيروس (مواليد 1896)

### يوليو
- 13 يوليو – بيكتوريو ماتشو (مواليد 1887) نحات إسباني.

### أغسطس
- 23 أغسطس – غييرمو غوروستيثا (مواليد 1909) لاعب كرة قدم إسباني.

### ديسمبر
- 3 ديسمبر – خوسيه بادرون (مواليد 1907) لاعب كرة قدم إسباني.